# 425

## Nașteri
- Zenon, împărat bizantin (d. 491)

## Decese
- mai: Ioannes, uzurpator roman (n. ?)